# Polski Teatr Ludowy we Lwowie

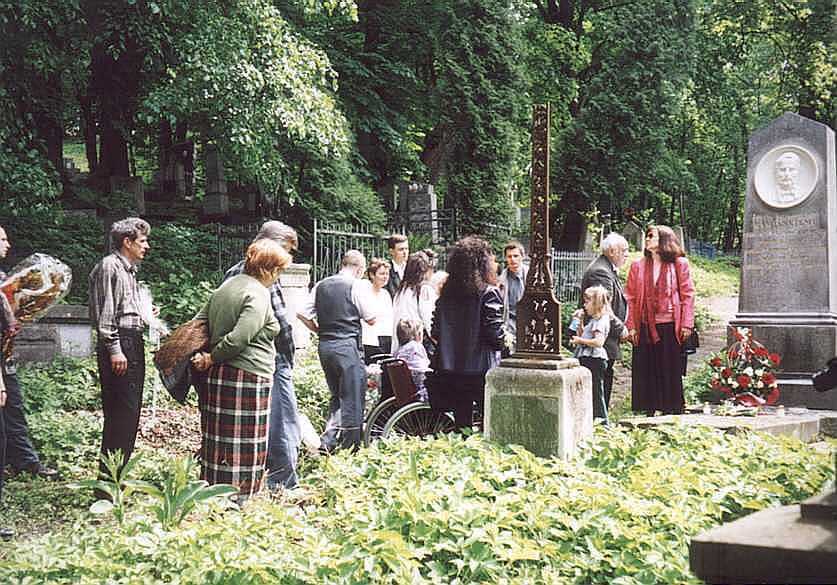
Zespół teatru przy grobie Jana Nepomucena Kamińskiego

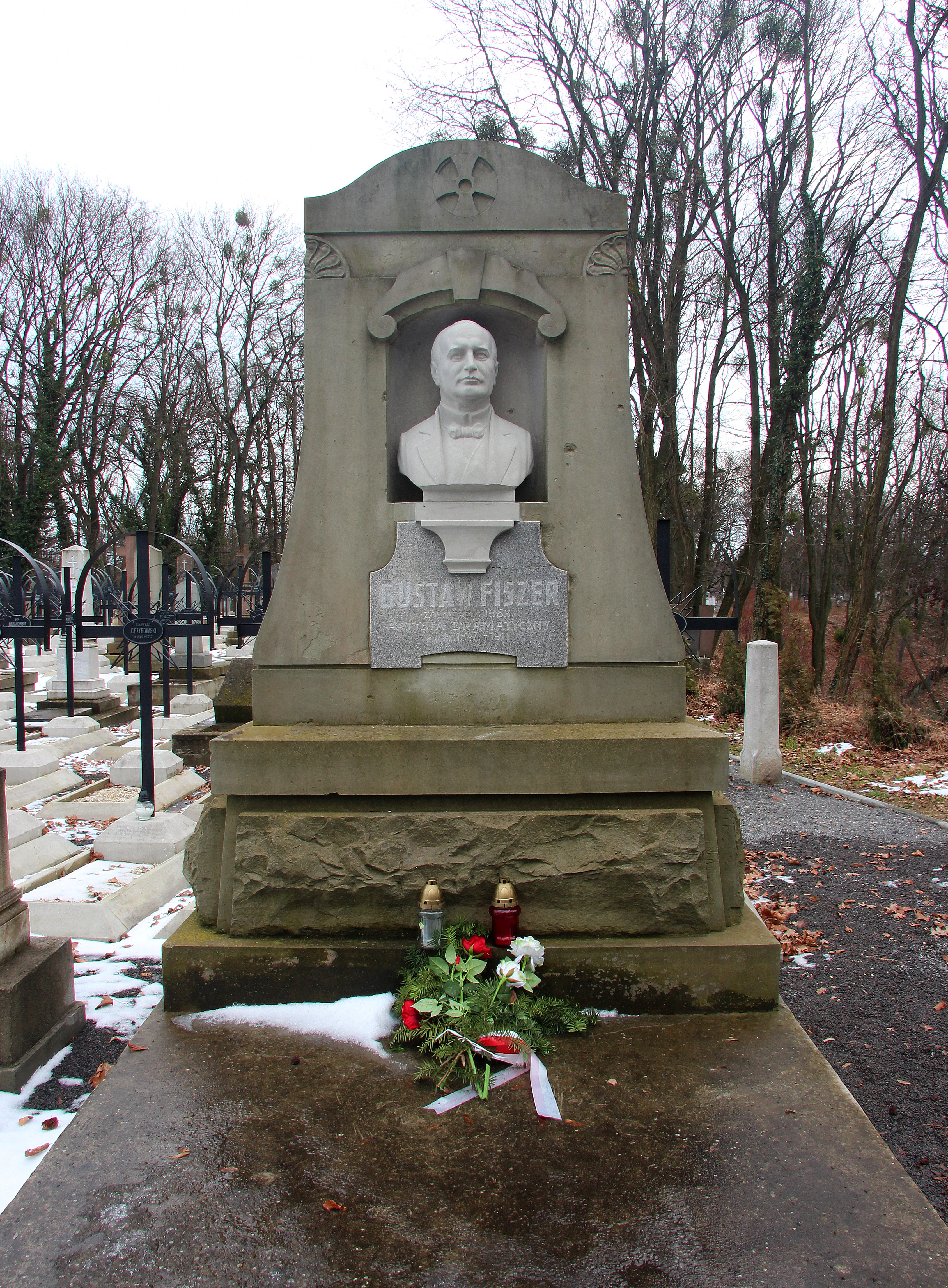
Odtworzone popiersie Gustawa Fiszera

Polski Teatr Ludowy we Lwowie – teatr założony na przełomie 1957–1958 we Lwowie z inicjatywy emerytowanego nauczyciela – polonisty, skrzypka, wielkiego miłośnika polskiej literatury i teatru – Piotra Hausvatera (1894–1966). Pierwsze przedstawienie odbyło się 19 kwietnia 1958 roku w Polskiej Szkole Nr 10 we Lwowie. 

## Historia
Emerytowany w 1957 Piotr Hausvater skupił wokół siebie młodzież, przede wszystkim absolwentów polskich szkół. Pierwsze próby Teatru odbywały się w domu Piotra Hausvatera. Spotykali się wieczorami, ponieważ każdy gdzieś pracował lub się uczył (w grupie była m.in. córka profesora, Anna oraz np. studenci polonistyki). W 1958 grupa wystawiła spektakl Balladyna. W 1961 teatr otrzymał tytuł Teatru Ludowego. W pierwszych dziesięciu latach istnienia teatr występował w obwodzie lwowskim oraz w Wilnie.
Po śmierci Piotra Hausvatera teatr popadł w przejściowy kryzys. Następnie kierownictwo nad zespołem objął Zbigniew Chrzanowski, zawodowy reżyser, który w 1966 roku ukończył studia na wydziale reżyserii Moskiewskiej Szkoły Teatralnej przy Teatrze im. Wachtangowa.
W 1967 teatr zdobył dyplom I klasy i zdobył pierwsze miejsce w prowincjonalnym konkursie amatorskich zespołów.
Obecnie Teatr skupia grono amatorów i profesjonalistów: głównie Polaków, ale także Ukraińców i Rosjan zamieszkałych we Lwowie, oraz zawodowych twórców kultury – kompozytorów, plastyków i choreografów. Teatr ma w swoim dorobku ok. 60 premier i ponad 800 występów, także w Polsce, Anglii, Szwecji. Zasłużony dla krzewienia polskiej kultury na dawnych polskich terenach odłączonych po II wojnie światowej. Teatr ma swoją siedzibę w dawnym pałacu hrabiów Bielskich (ul. Kopernika 42).
W 2008, z okazji jubileuszu 50-lecia działalności artystycznej, Polski Teatr Ludowy został odznaczony Srebrnym Medalem „Zasłużony Kulturze Gloria Artis”. Takie samo odznaczenie otrzymał dyrektor artystyczny Zbigniew Chrzanowski. Aktorzy teatru: Irena  Asmołowa, Andrzej Bowszyk, Krystyna Grzegocka, Bogusław Kleban, Kazimierz Kosydor, Wiktor Lafarowicz, Anatol Lewak, Kazimierz Miciński, Roksolana Sadowska, Natalia Stupko, Krzysztof Szymański i Wadim Wasiutyński otrzymali honorowe odznaki „Zasłużony dla Kultury Polskiej”. 9 maja 2018 Polski Teatr Ludowy we Lwowie otrzymał nagrodę Kustosz Pamięci Narodowej, przyznaną przez Instytut Pamięci Narodowej. 
Aktorzy Polskiego Teatru Ludowego we Lwowie byli inicjatorami odtworzenia skradzionego popiersia Gustawa Fiszera. W styczniu 2021 kamienna kopia popiersia aktora wykonana przez lwowskiego artystę rzeźbiarza Jarosława Skakuna, wróciła na swoje miejsce w nagrobku na Cmentarzu Łyczakowskim. 